# カール・テオドール・フォン・シーボルト

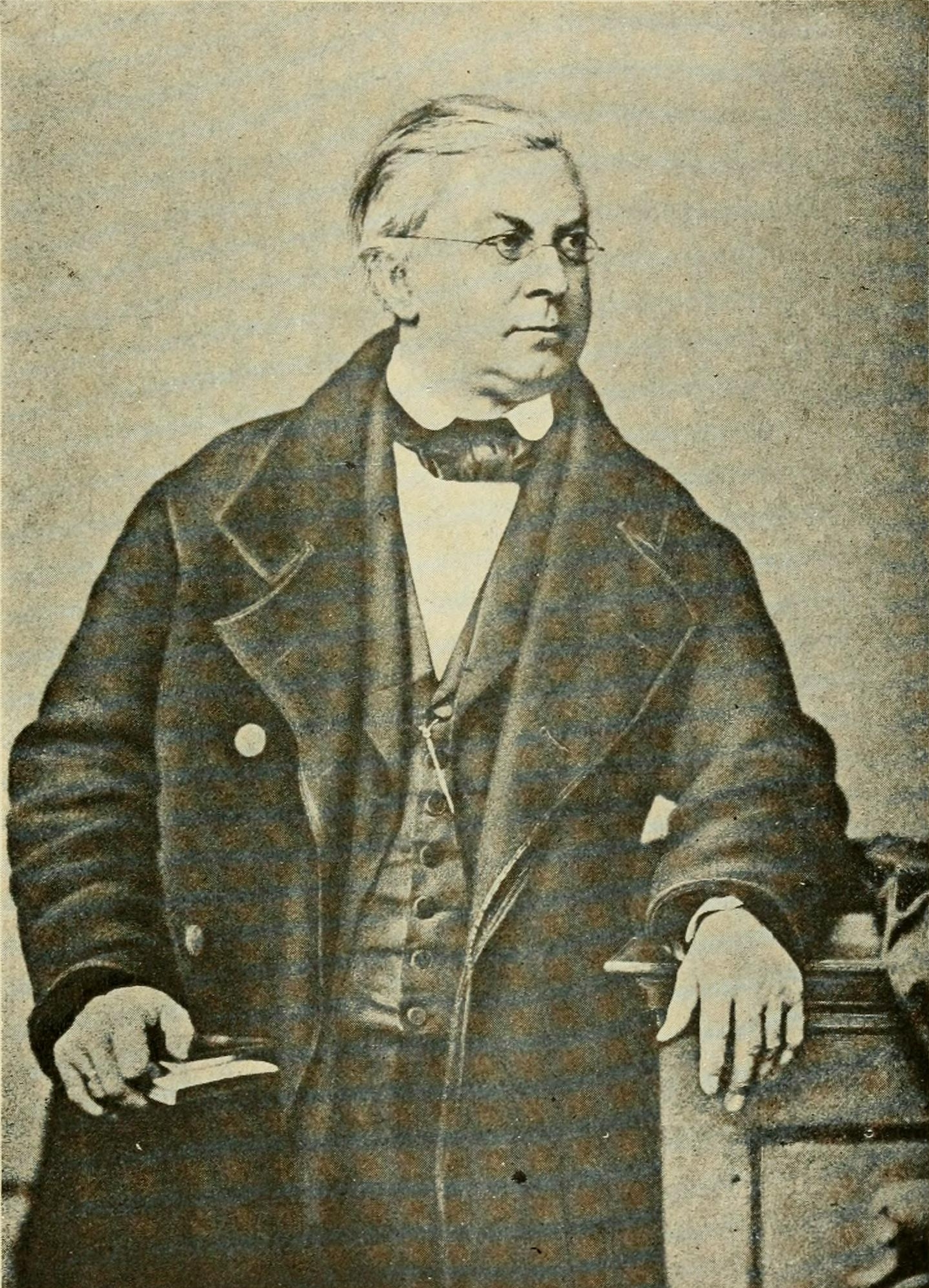
カール・テオドール・エルンスト・フォン・シーボルト

カール・テオドール・エルンスト・フォン・シーボルト（Karl (Carl) Theodor Ernst von Siebold、1804年2月16日 - 1885年4月7日）は、ドイツの生理学者、動物学者である。節足動物や、原生動物の分類学の分野に貢献した。

## 略歴
ヴュルツブルクで生まれた。父親は産科学の教授で、従兄に日本の植物を研究したフィリップ・フランツ・フォン・シーボルトがいる。ベルリン大学のカール・ルドルフィや、ゲッティンゲン大学のヨハン・フリードリッヒ・ブルーメンバッハのもとで学んだ。1831年から東プロイセンのヒルズベルク（現在はポーランドのリズバルク）で医師として働いた。1834年にケーニヒスベルクに移り、ダンツィヒの助産師学校の校長になった。
1840年にエルランゲン大学の動物学、比較解剖学、獣医学の教授、1845年からフライブルク大学の動物学、1850年からブレスラウ大学の生理学の教授、1853年からミュンヘン大学の動物学、比較解剖学の教授となった。ミュンヘンでは後に動物学の教授、動物標本館の館長を務めた。
主著はスタニウス（Hermann Friedrich Stannius）と共著の「比較解剖学のマニュアル」（"Lehrbuch der Vergleichenden Anatomie"、1845–48）で、無脊椎動物に関する最初の巻の執筆を行った。動物学のジョルジュ・キュヴィエの分類体系の見直しを行い、関節動物を節足動物と蠕形動物に分け、節足動物に昆虫類、クモ類、甲殻類を含めた。植虫類と原生動物の区分を作り、原生動物（Protozoa）という用語をもちいた。1848年にアルベルト・フォン・ケリカーとともに、学術誌 "Zeitschrift für Wissenschaftliche Zoologie" を創刊し、ヨーロッパにおける比較解剖学などの分野の有力な専門雑誌となった。寄生虫の生活史の研究でも知られる。
シーボルトの集めた蠕虫標本はロンドン自然史博物館に購入され寄生虫標本の一部となった。バイエルン地方の淡水魚の標本コレクションはバイエルン州の標本館に収容されたが、そのほとんどが第二次世界大戦で失われ、いくつかの標本のみがミュンヘンのZoologische Staatssammlungに残されている。

## 主な著作
- Observationes de Salamandris et Tritonibus (1828)
- Beiträge zur Naturgeschichte der wirbellosen Thiere (Contributions to the natural history of invertebrates; Danzig, 1839)
- Lehrbuch der vergleichenden Anatomie der Wirbellossen Thiere (Manual of comparative anatomy of invertebrates; Berlin, 1848, by C. T. E. von Siebold), being the first volume of Lehrbuch der Vergleichenden Anatomie (Manual of comparative anatomy; edited by C. T. E. von Siebold and H. Stannius, 1846–48); however, it was published after the second volume, Lehrbuch der vergleichenden Anatomie der Wirbelthiere (Manual of comparative anatomy of vertebrates; Berlin, 1846, by H. Stanius), leading to confusion regarding the correct date of the works[3]
- Ueber die Band- und Blasenwürmer (1854)
- Wahre Parthenogenesis bei Schmetterlingen und Bienen (True parthenogenesis in moths and bees; 1856; English trans. 1857)
- Die Süsswasserfische Mitteleuropas (Freshwater fish of Central Europe; Leipzig, 1863) Here he points out some of the hybrid forms.
- Beiträge zur Parthenogenesis der Arthropoden (Contributions on the parthenogenesis of Arthropods; 1871) Here he established the fact of parthenogenesis in two wasps, in a saw fly, in several moths, and in certain phyllopod crustacea.